# Billy Baron
Billy Baron, né le 11 décembre 1990 à Altoona en Pennsylvanie, est un joueur américain de basket-ball. Il évolue au poste de meneur.

## Biographie
Au mois de juillet 2020, il s'engage pour deux saisons au Zénith Saint-Pétersbourg. Le Zénith réalise une bonne saison, en atteignant les demi-finales de la VTB United League et les playoffs de l'Euroligue et Baron se fait remarquer par la qualité de son tir à trois points. Baron et le Zénith rajoutent la saison 2022-2023 au contrat qui les lie.

## Palmarès et distinctions

### Palmarès
- Joueur de l'année de la Metro Atlantic Athletic Conference 2014
- Vainqueur de la Ligue adriatique : 2019
- MVP des finales de la Ligue adriatique 2019
- Vainqueur de la VTB United League et champion de Russie 2021-2022

### Distinctions personnelles
- 1 fois joueur de la semaine en championnat de Belgique[3].